# Martin Eisele

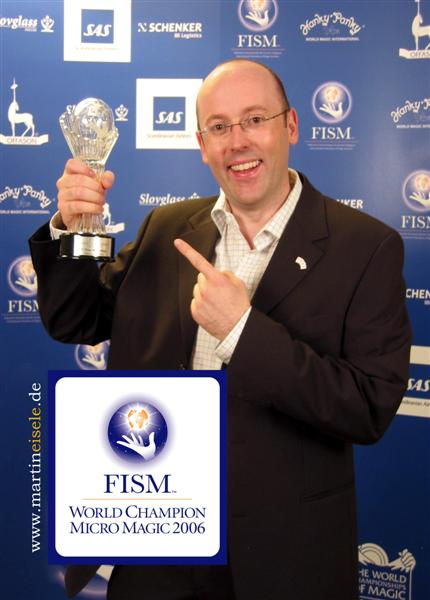
Martin Eisele mit Weltmeister-Pokal

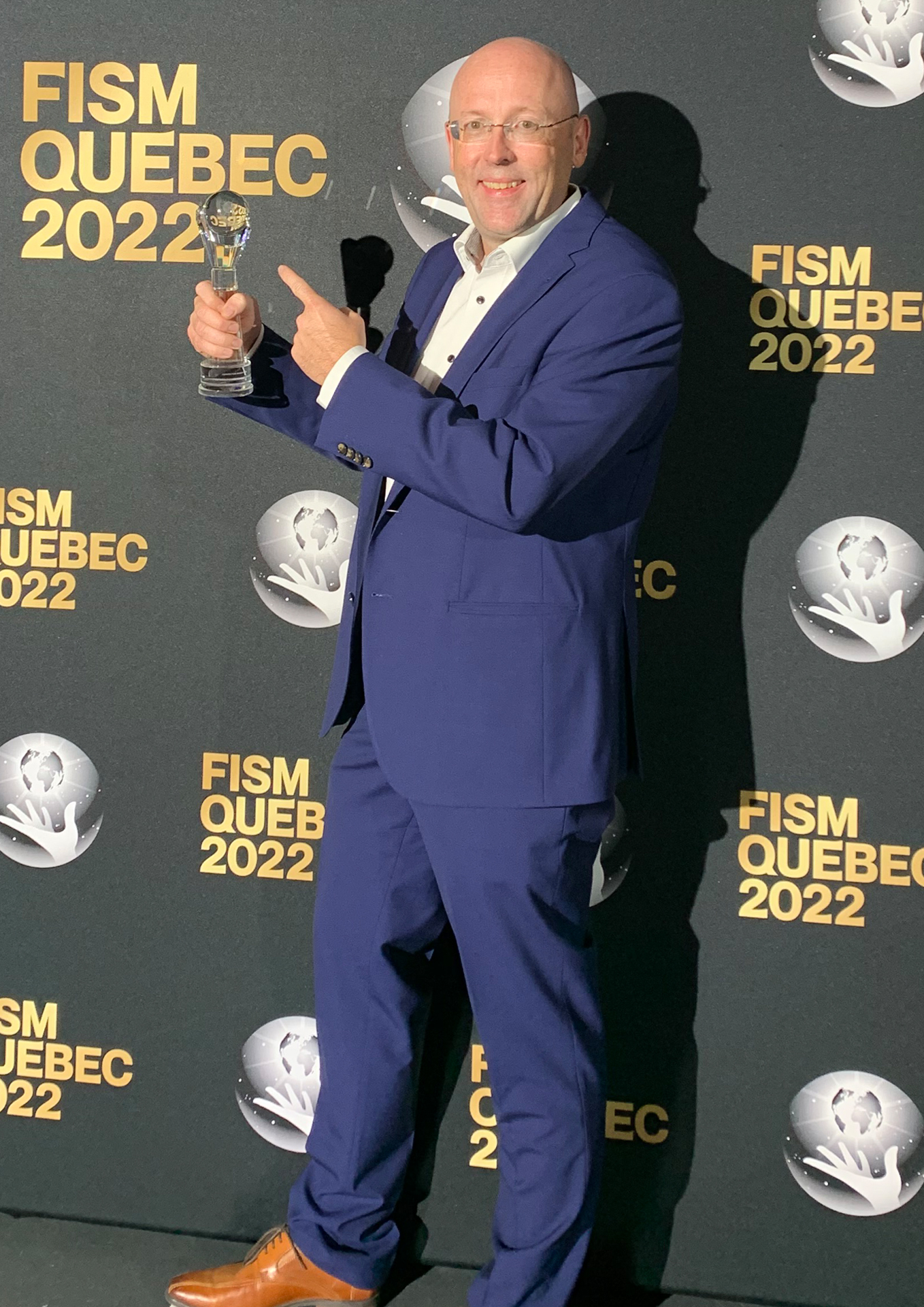
Eisele mit Pokal, Weltmeisterschaft in Québec City (Erfindung im Bereich der Kartenzauberei)

Martin Eisele (* 8. Juli 1976 in Hechingen) ist ein deutscher Zauberkünstler.

## Leben
Eisele ist gelernter Elektronik-Ingenieur. Im Alter von 18 Jahren begann er, angeregt durch einen Karten-Zauberkünstler, die Zauberkunst autodidaktisch zu erlernen. In der Folge vertiefte er, parallel zu seinem Beruf als Ingenieur, sein Können bei verschiedenen  Zauberkünstlern, den größten Einfluss hatte Helge Thun. Durch die Zusammenarbeit mit Thun erreichte Eisele 2006 in Stockholm als erster Deutscher den Weltmeistertitel in der Sparte Mikromagie (Close-up). Laut eigener Aussage ist Eisele seit 2015 hauptberuflich als professioneller Zauberkünstler tätig.

## Auszeichnungen
- 2004 Süddeutscher Meister, belegte den 1. Platz im Close-up und war Gesamtsieger des Wettbewerbs in Pullach
- 2004 Internationaler Österreichischer Staatsmeister, belegte den 1. Platz im Close-up und war Gesamtsieger des Wettbewerbs in Mayrhofen
- 2005 Internationaler Italienischer Meister, belegte den 1. Platz im Close-up und war Gesamtsieger des Wettbewerbs in Abano Terme,
- 2005 1. Platz im Close-Up und war Gesamtsieger des Wettbewerbs in London
- 2005 Deutscher Meister und belegte den 1. Platz in Mikromagie und war Gesamtsieger des Wettbewerbs in Sindelfingen.[2][3]
- 2006 Weltmeister der Mikromagie und belegte den 1. Platz Mikromagie in Stockholm.[2][4]
- 2007 „Magier des Jahres 2006“, ernannt vom Magischen Zirkel von Deutschland.[2]
- 2022 Sonderpreis „Card Magic Invention Award“ im Bereich der Kartenzauberkunst bei der Weltmeisterschaft in Québec City.[5]